# Rajab
Rajab (arabiska: رَجَب) är den sjunde månaden i den islamiska kalendern. Rajab är en av de fyra heliga månaderna i islam. De andra heliga månaderna är muḥarram, dhu al-qa'da och dhu al-hijja. Under dessa månader brukade araberna inte strida mot varandra innan islams ankomst. Denna tradition inkorporerades även i islam.